# Nationalpark Tortuguero
Im Nationalpark Tortuguero liegt das gleichnamige Dorf, in welchem etwa 700 Menschen leben. Tortuguero liegt an der Karibikküste des mittelamerikanischen Staates Costa Rica, etwa 40 km von der nicaraguanischen Grenze entfernt in der Provinz Limón.
Der Name lautet übersetzt „Platz, an den die Schildkröten kommen“ und stammt vom spanischen Wort tortuga ab, was „Schildkröte“ bedeutet.
Der Nationalpark bietet Lebensraum unter anderem für Brüllaffen, Kapuzineraffen und Faultiere.
In Tortuguero gibt es keine Autos, das Dorf ist nur mit Boot oder Flugzeug erreichbar.

## Geschichte
Das Dorf Tortuguero existiert erst seit etwa 1930, als sich eine kolumbianische Familie in der Gegend niederließ. Gegen 1940 wurde in Tortuguero mit dem Abholzen des tropischen Regenwaldes begonnen. Hierfür wurden Flussarme zu Kanälen ausgebaut, um den leichteren Abtransport des Holzes zu ermöglichen. Heute gibt es in der Gegend nur noch sehr wenig Primärwald, der größte Teil der Vegetation besteht aus Sekundärwald.
Seit etwa 1975 steht der Nationalpark unter Schutz. Haupteinkommensquelle für die Bewohner Tortugueros ist heute der wachsende Tourismus, vor allem wegen der am Strand von Tortuguero nistenden Meeresschildkröten.